# Ablaberoides gabonensis
Ablaberoides gabonensis är en skalbaggsart som beskrevs av Brenske 1902. Ablaberoides gabonensis ingår i släktet Ablaberoides och familjen Melolonthidae. Inga underarter finns listade i Catalogue of Life.